# Зорін Денис Ігорович
Дени́с І́горович Зо́рін (рос. Денис Игоревич Зорин, 29 грудня 1991, Суровикіно, Росія — 26 лютого 2022, Нова Каховка, Херсонська область, Україна) — російський військовик, старший лейтенант Збройних сил РФ. Герой Російської Федерації (2022).

## Життєпис
Рідний батько хлопця залишив родину коли тому було близько 4 років. Мати працювала прибиральницею у школі, а вітчим — у радгоспі. Дитинство та юнацтво Зорін провів на хуторі Манойлин, де й закінчив середню школу. Після закінчення школи вступив до Волгоградського аграрного університету, у якому проходив навчання на військовій кафедрі. Після цього нетривалий час працював у агропромисловій компанії «Сади Придоння».
В 2015 році підписав контракт зі Збройними силами РФ. Проходив службу у Ставрополі. Брав участь у російській інтервенції до Сирії.
В лютому 2022 року у складі 247-го десантно-штурмового полку РФ брав участь у початковій фазі вторгнення Росії в Україну. Загинув у бою. Похований 9 березня на сільському цвинтарі Манойлина.
Під час похорону було оголошено, що Зорін представлений до нагородження званням «Герой Російської Федерації». 21 квітня 2022 року губернатор Волгоградської області Андрій Бочаров вручив «Золоту Зірку» родині військовика.

## Нагороди
- Медаль «За бойові заслуги»
- Медаль «Учаснику військової операції в Сирії»
- Звання «Герой Російської Федерації» (31 березня 2022, посмертно)